# Туроверов, Николай Николаевич
Никола́й Никола́евич Турове́ров (18 [30] марта 1899, Старочеркасская, Российская империя — 23 сентября 1972, Париж, Франция) — казачий поэт.
Донской казак, офицер русской и белой армий, участник Первой мировой, Гражданской и Второй мировой войн.

## Биография
Уроженец станицы Старочеркасской (ныне в Аксайском районе, Ростовская область) из дворян Войска Донского.
В 1917 году окончил Каменское реальное училище (в здании сейчас размещается Каменский педагогический колледж). После ускоренного курса Новочеркасского казачьего училища был выпущен в лейб-гвардии Атаманский полк, в составе которого успел принять участие в Первой мировой войне. Согласно другим источникам окончить училище не успел и был произведён в хорунжие за боевые отличия в отряде В. М. Чернецова.
После развала фронта вернулся на Дон, вступил в партизанский отряд есаула В. М. Чернецова и сражался с большевиками вплоть до эвакуации Русской армии Врангеля из Крыма. Участник Степного похода.

Мы отдали всё, что имели,

Тебе, восемнадцатый год,

Твоей азиатской метели

Степной — за Россию поход.
— Николай Туроверов
В Донской армии в составе возрождённого Атаманского полка (с ноября 1919 — начальник пулемётной команды). Четыре ранения, подъесаул.

Нас было мало, слишком мало.

От вражьих толп темнела даль;

Но твёрдым блеском засверкала

Из ножен вынутая сталь.

Последних пламенных порывов

Была исполнена душа,

В железном грохоте разрывов

Вскипали воды Сиваша.

И ждали все, внимая знаку,

И подан был знакомый знак…

Полк шёл в последнюю атаку,

Венчая путь своих атак.
— Николай Туроверов
После лагеря на острове Лемнос работал лесорубом в Сербии, грузчиком во Франции. Позже служил в банке в Париже.
Первая книга стихов Туроверова «Путь» выходит в 1928 году. Сборники «Стихи» — в 1937, 1939, 1942, 1965 годах.
В 1939 году Николай Туроверов поступил в 1-й иностранный кавалерийский полк (фр. 1er Régiment Étranger de Cavalerie) Иностранного Легиона, служил в Северной Африке (1939 — начало 1940), участвовал в подавлении восстания друзских племён — об этом цикл его стихотворений «Легион».

Подъесаул Н. Н. Туроверов в форме Атаманского полка

В 1940 году 1-й кавалерийский полк был переброшен во Францию и, в преддверии начала активной фазы войны с Германией, придан 97-й дивизионной разведывательной группе (GDR 97). C 18 мая полк участвовал в оборонительных боях против немецких войск на Сомме, за что отмечен в приказе, и продолжал вести боевые действия до капитуляции Франции.
В годы оккупации Николай Туроверов сотрудничал с газетой «Парижский вестник», писал стихи, после войны работал в банке.
Туроверов развернул активную деятельность, направленную на сохранение в эмиграции русской культуры. Создал Музей лейб-гвардии Атаманского полка, был главным хранителем библиотеки генерала Ознобишина, издавал «Казачий альманах» и журнал «Родимый край», собирал русские военные реликвии, устраивал выставки на военно-исторические темы: «1812 год», «Казаки», «Суворов», «Лермонтов». По просьбе французского исторического общества «Академия Наполеона» редактировал ежемесячный сборник, посвящённый Наполеону и казакам.
Туроверов создал «Кружок казаков-литераторов» и участвовал в его работе. В течение одиннадцати лет возглавлял парижский «Казачий Союз». Печатался в журнале «Перезвоны», в «Новом журнале», в газете «Россия и славянство».
Похоронен на русском кладбище в Сент-Женевьев-де-Буа рядом с могилами однополчан Атаманского полка. Спустя полвека, летом 2022 года его останки были торжественно перезахоронены в родной станице Старочеркасская.
В СССР его стихи тайно переписывались от руки, среди казаков о Туроверове ходили легенды. По оценке В. Хатюшина, это единственный казачий поэт, с такой силой и пронзительностью выразивший боль изгнания и тоску о разрушенной казачьей жизни.

## Издания в России
- Двадцатый год — прощай, Россия! М.: Планета детей, 1999.
- Горечь задонской полыни... Ростов-на-Дону: Ростиздат, 2006.
- Возвращается ветер на круги свои... Стихотворения и поэмы / Под ред. Б. К. Рябухина; биогр. статья А. Н. Азаренкова. М.: Художественная литература, 2010. ISBN 978-5-280-03473-0.
- «Чем жил во сне и грезил наяву…»: Полное собрание сочинений. — Подольск. 2022 ISBN 978-7164-1178-4

## Память
Ты получишь обломок браслета.

Не грусти о жестокой судьбе,

Ты получишь подарок поэта,

Мой последний подарок тебе.

Дней на десять я стану всем ближе.

Моего не припомня лица,

Кто-то скажет в далёком Париже,

Что не ждал он такого конца.

Ты ж в вещах моих скомканных роясь,

Сохрани, как несбывшийся сон,

Мой кавказский серебряный пояс

И в боях потемневший погон.
— Николай Туроверов

Памятная доска в станице Старочеркасской

Памятная доска в Каменске-Шахтинском

- На здании Каменского педколледжа (Каменск-Шахтинский) установлена мемориальная доска, посвящённая Николаю Туроверову[9].
- Памятная доска на родине поэта в станице Старочеркасской.
- В России проводится фестиваль казачьей культуры «Туроверовские чтения»[10].
- В честь Николая Туроверова в 1997 году назван переулок в Железнодорожном районе Ростова-на-Дону[11].
- На мемориале Сыновьям России, воевавшим в Гражданскую войну на лицевой части постамента содержится надпись: «Мы единый народ и Россия у нас одна», а с трёх других сторон на монументе высечены стихи Максимилиана Волошина, Марины Цветаевой и Николая Туроверова, посвящённые этим событиям[12].
- В январе 2023 года его стихотворение «Уходили мы из Крыма…» вошло в музыкальный альбом «После России», посвященный поэтам «незамеченного поколения» первой волны российской эмиграции, в исполнении дуэта Миши Дымова и Милы Варавиной[13].
- Стихотворение Туроверова «Уходили мы из Крыма...» легло в основу песни группы ЛЮБЭ «Мой конь», вошедшую в альбом "Рассея" (2005).
- Песня «Товарищ» на стихи Туроверова вошла в альбом ЛЮБЭ «За тебя, Родина-Мать» (2015).